# Baeomycetales
Die Baeomycetales sind eine Ordnung flechtenbildender Schlauchpilze.

## Merkmale
Die Arten sind flechtenbildende Pilze mit chlorococcalen Chlorophyceae-Grünalgen als Photobionten. Die scheibenförmigen Fruchtkörper sind sitzend oder wenig gestielt. Das Excipulum ist durchscheinend (hyalin) oder pigmentiert, ferner ist es annulat oder cupulat. Das Hymenium ist nicht amyloid. Die Paraphysen sind wenig bis reich verzweigt und septiert.
Die Asci sind unitunicat, nicht amyloid oder mit einem leicht amyloiden Tholus. Sie bilden acht Ascosporen. Diese sind hyalin, nicht oder trans-septiert.

## Systematik
Die Ordnung Baeomycetales bildet in phylogenetischen Studien eine eigenständige Gruppe, weshalb sie 2007 in eine eigene Ordnung innerhalb der Ostropomycetidae gestellt wurde. Vorläufig nur mit der Familie Baeomycetaceae wurden inzwischen die ehemalige Ordnung Hymeneliales in die Ordnung integriert. Mit Stand 2022 zählen folgende Familien und Gattungen zur Ordnung:
- Arctomiaceae 5 Gattungen
  - Arctomia mit 9 Arten
  - Gabura mit 3 Arten
  - Gregorella mit nur einer Art
  - Steinera  mit 14 Arten
  - Wawea mit nur einer Art

- Arthrorhaphidaceae nur eine Gattung:
  - Arthrorhaphis mit 13 Arten

- Baeomycetaceae  5 Gattungen
  - Ainoa mit zwei Arten
  - Anamylopsora mit drei Arten
  - Baeomyces mit zehn Arten, die Typusgattung, beispielsweise mit Braune Köpfchenflechte (Baeomyces rufus)
  - Parainoa mit nur einer Art
  - Phyllobaeis mit 6 Arten

- Cameroniaceae nur eine Gattung
  - Cameronia  mit zwei Arten

- Hymeneliaceae mit drei Gattungen
  - Hymenelia mit 26 Arten, beispielsweise Hymenelia lacustris
  - Ionaspis mit sieben Arten
  - Tremolecia mit sechs Arten

- Protothelenellaceae mit drei Gattungen
  - Mycowinteria mit drei Arten
  - Protothelenella mit elf Arten
  - Thrombium mit fünf Arten

- Trapeliaceae mit zwölf Gattungen
  - Amylora mit nur einer Art
  - Aspiciliopsis mit nur einer Art
  - Coppinsia mit nur einer Art
  - Ducatina mit nur einer Art
  - Lignoscripta mit nur einer Art
  - Orceolina mit 13 Arten
  - Placopsis  mit ca. 60 Arten
  - Placynthiella mit sieben Arten
  - Rimularia mit vier Arten
  - Sarea mit zwei Arten
  - Trapelia mit 24 Arten
  - Trapeliopsis mit 20 Arten

- Xylographaceae mit vier Gattungen
  - Lambiella mit 15 Arten
  - Lithographa mit zehn Arten
  - Ptychographa mit nur einer Art
  - Xylographa mit 13 Arten